# Drew Van Acker
Drew Van Acker (Filadelfia, 2 aprile 1986) è un attore e modello statunitense.
È conosciuto soprattutto per il ruolo di Jason DiLaurentis in Pretty Little Liars, e per quello di Remi Delatour in Devious Maids - Panni sporchi a Beverly Hills.

## Biografia
Drew Van Acker è nato a Philadelphia, ma da bambino ha seguito la famiglia in frequenti spostamenti negli Stati Uniti, fino a stabilizzarsi a Medford, nel New Jersey, dove all'età di 10 anni ha iniziato a recitare a scuola. Ha anche fatto parte della squadra di calcio e grazie alla sua bravura come atleta ha ottenuto una borsa di studio per la Towson University in Maryland. Mentre frequentava la Towson ha ripreso a recitare e a studiare recitazione. In seguito si è trasferito a Los Angeles.
Oltre a fare l'attore, Drew ha anche lavorato come modello per Abercrombie & Fitch. Nel 2009 è apparso in un episodio della serie televisiva Castle e in uno di Greek - La confraternita. Nello stesso anno ha anche ottenuto un ruolo fisso nella serie The Lake.
Nel 2010 ha ottenuto il ruolo principale di Ian Archer nella serie di Cartoon Network Tower Prep e ha girato il film indipendente Fortress. Nel 2011 la ABC Family lo ha ingaggiato per interpretare il ruolo di Jason DiLaurentis nella serie televisiva Pretty Little Liars, rimpiazzando Parker Bagley.
Nel 2012 si è unito al cast della serie televisiva Devious Maids - Panni sporchi a Beverly Hills nel ruolo di Remi Delatour ed è diventato uno dei personaggi principali della web serie Pretty Dirty Secrets.

## Filmografia

### Cinema
- Fortress, regia di Mike Phillips (2012)
- Camouflage, regia di Kyle T. Kowan (2014)
- Life Like, regia di Josh Janowicz (2019)

### Televisione
- Castle – serie TV, episodio 1x03 (2009)
- The Lake – serie TV, 12 episodi (2009)
- Greek - La confraternita (Greek) – serie TV, episodio 3x04 (2010)
- Tower Prep – serie TV, 13 episodi (2010)
- Pretty Little Liars – serie TV, 35 episodi (2011-2016)
- Pretty Dirty Secrets – webserie, episodio 1x02 (2012)
- Devious Maids - Panni sporchi a Beverly Hills (Devious Maids) – serie TV, 28 episodi (2013-2015)
- Training Day – serie TV, 13 episodi (2017)
- Titans – serie TV, 2 episodi (2019)

## Doppiatori italiani
Nelle versioni in italiano dei suoi lavori, Drew Van Acker è stato doppiato da:
- Daniele Giuliani in Devious Maids - Panni sporchi a Beverly Hills
- Simone Crisari in Castle
- Marco Vivio in Pretty Little Liars
- Flavio Aquilone in Training Day